# Valentino Di Cerbo
Valentino Di Cerbo (Frasso Telesino, 16 settembre 1943) è un vescovo cattolico italiano, dal 30 aprile 2019 vescovo emerito di Alife-Caiazzo.

## Biografia
Nasce a Frasso Telesino, in provincia di Benevento e diocesi di Sant'Agata de' Goti, il 16 settembre 1943.

### Formazione e ministero sacerdotale
Compie gli studi ginnasiali presso l'Istituto Salesiano di Caserta e quelli liceali presso il Pontificio Seminario Romano Minore. Come alunno del Pontificio Seminario Romano Maggiore compie gli studi filosofici e teologici, conseguendo i relativi gradi accademici presso la Pontificia Università Lateranense.
Il 24 dicembre 1967 è ordinato diacono, mentre il 30 marzo 1968 è ordinato presbitero, nella chiesa della Madonna di Campanile a Frasso Telesino, dal vescovo Ilario Roatta per la diocesi di Roma.
Si laurea in filosofia presso l'Università degli studi Federico II di Napoli.
Negli anni del suo ministero presbiterale a Roma svolge i seguenti incarichi: assistente nel Pontificio Seminario Romano Maggiore, dal 1968 al 1974; viceparroco della parrocchia di San Luca al Prenestino; insegnante di religione nelle scuole medie di Roma. Nel 1980 è nominato direttore del Centro pastorale per l'evangelizzazione e la catechesi del vicariato di Roma ed, in seguito, dell'Ufficio catechistico regionale del Lazio. Nel 1982 è nominato cappellano di Sua Santità.
Tra il 1980 e il 1991 è membro del Consiglio dell'Ufficio Catechistico nazionale, membro del Comitato nazionale per il riconoscimento degli studi di scienze religiose e del Forum europeo per l'insegnamento della Religione cattolica, direttore amministrativo dell'Istituto di Scienze Religiose Ecclesia Mater e direttore dell'Istituto Superiore "E. Caymari"; nel 1989 è promotore dei gruppi di studio per l'insegnamento della religione cattolica nelle città europee; dal 1987 al 1991 è rettore della basilica di Sant'Eustachio in Roma; dal 1991 al 1994 lavora presso la Biblioteca apostolica vaticana; da 1993 al 2007 tiene i corsi di catechesi e inculturazione presso la Pontificia università urbaniana.
Il 1º ottobre 1994 è nominato minutante della prima sezione della Segreteria di Stato e dal 2002 è capo ufficio della sezione italiana. Dal 29 giugno 1997 è prelato d'onore di Sua Santità. Dal 1998 al 2002 è rettore della chiesa di San Lorenzo in Miranda a Roma. Consigliere spirituale nelle Équipes Notre-Dame di Roma, rettore della chiesa della Madonna di Campanile in Frasso Telesino. Dal 2006 è chierico prelato della Camera Apostolica.
Fonda e dirige alcune riviste di carattere pedagogico e catechetico; collabora con periodici dello stesso genere. È autore di pubblicazioni e saggi di carattere storico e teologico. Nel 2011 è risultato vincitore del premio "Niccolò di Alife".

### Ministero episcopale
Il 6 marzo 2010 papa Benedetto XVI lo nomina vescovo di Alife-Caiazzo; succede Pietro Farina, precedentemente nominato vescovo di Caserta. Il 1º maggio successivo riceve l'ordinazione episcopale, nella basilica di San Pietro in Vaticano, dal cardinale segretario di Stato Tarcisio Bertone, coconsacranti l'arcivescovo Luigi Moretti, vicegerente della diocesi di Roma, e Michele De Rosa, vescovo di Cerreto Sannita-Telese-Sant'Agata de' Goti. L'8 maggio prende possesso della diocesi, nella cattedrale di Alife; il giorno seguente fa il suo ingresso nella concattedrale di Caiazzo.
Ricopre l'incarico di delegato per la catechesi della Conferenza episcopale campana.
Nell'ottobre 2016 celebra il primo sinodo diocesano, conclusosi nel settembre 2017.
Il 30 aprile 2019 papa Francesco accoglie la sua rinuncia al governo pastorale della diocesi, presentata per raggiunti limiti di età; in pari tempo diventa vescovo emerito e gli succede, come amministratore apostolico, Orazio Francesco Piazza.
Al termine del suo ministero nella diocesi di Alife-Caiazzo si trasferisce a Roma, del cui clero diocesano faceva parte fino alla nomina episcopale.

## Controversie
Il 17 aprile 2020 è stato condannato dal tribunale di Santa Maria Capua Vetere ad un anno e quattro mesi di reclusione per il reato di circonvenzione di incapace commesso ai danni del sacerdote Giuseppe Leone, morto nel corso del processo.
Di Cerbo e gli altri due imputati sono stati riconosciuti colpevoli di aver approfittato delle pessime condizioni di salute, sia fisiche che mentali, di Leone, per farsi dare da quest'ultimo la somma di quasi 900.000 euro (894.636 euro); soldi che Leone avrebbe movimentato dal suo conto tra il 2012 e il 2013 trasferendoli sui conti di Di Cerbo e i suoi collaboratori.

## Genealogia episcopale
La genealogia episcopale è:
- Cardinale Scipione Rebiba
- Cardinale Giulio Antonio Santori
- Cardinale Girolamo Bernerio, O.P.
- Arcivescovo Galeazzo Sanvitale
- Cardinale Ludovico Ludovisi
- Cardinale Luigi Caetani
- Cardinale Ulderico Carpegna
- Cardinale Paluzzo Paluzzi Altieri degli Albertoni
- Papa Benedetto XIII
- Papa Benedetto XIV
- Cardinale Enrico Enriquez
- Arcivescovo Manuel Quintano Bonifaz
- Cardinale Buenaventura Córdoba Espinosa de la Cerda
- Cardinale Giuseppe Maria Doria Pamphilj
- Papa Pio VIII
- Papa Pio IX
- Cardinale Gustav Adolf von Hohenlohe-Schillingsfürst
- Arcivescovo Salvatore Magnasco
- Cardinale Gaetano Alimonda
- Cardinale Agostino Richelmy
- Vescovo Giuseppe Castelli
- Vescovo Gaudenzio Binaschi
- Arcivescovo Albino Mensa
- Cardinale Tarcisio Bertone, S.D.B.
- Vescovo Valentino Di Cerbo